# تلمبة نصيرية (نغار بردسير)
تلمبة نصيرية (بالإنجليزية: Tolombeh-ye Naseriyeh, Bardsir)‏ هي مستوطنة تقع في إيران في كرمان.